# James Barnet Fry
James Barnet Fry est un général américain de l'Union et un écrivain. Il est né le 22 février 1827 à Carrollton (Illinois) et est décédé le 11 juillet 1894 à Newport (Rhode Island). Il est inhumé au cimetière Saint James the Less Episcopal Churchyard à Philadelphie en Pennsylvanie.

## Biographie
Il sort diplômé de l'Académie militaire de West Point en 1847, spécialiste de l'artillerie. À sa sortie, il est nommé assistant instructeur d'artillerie à West Point avant de participer à la guerre américano-mexicaine. À son retour, il réintègre West Point en tant qu'instructeur (1853-54) et aide de camp à l'académie (1854-1861).

### Carrière politique
À l'hiver 1861, il s'installe à Washington lors de l'investiture du président Abraham Lincoln. Il est nommé chef de cabinet du général Irvin McDowell dans l'armée du Potomac dans un premier temps puis, dans un second temps, du général Don Carlos Buell dans l'Armée du Cumberland. Il prend part aux batailles de Bull Run, de Shiloh et de Corinthe.
Le 17 mars 1863, sur recommandation du général Grant, il est nommé Grand-Prévôt Général (Provost Marshal General).
Il est alors chargé du recrutement, de la conscription et des désertions de l'armée de l'Union mais aussi de la sécurité du Gouvernement. Pour réussir dans son entreprise, il va créer des postes de Grand-Prévôt dans chaque district du Congrès. Ces derniers nomment des Vices Grand-Prévôts dans chaque comté.
Le 10 décembre 1863, il lui est demandé de recruter des soldats noirs qui sont envoyés à Rikers Island, près de Manhattan. Ils intègrent le 20e régiment d'infanterie.
James Fry est également au cœur des émeutes de New York de mi-juillet 1863 (Draft Riots). Les journaux du 19 juillet publient un ordre de Fry résumé en ces termes :
Les Grand-Prévôts seront soutenus par les forces militaires dans l'application du projet de conscription. Selon la loi de ce pays, le projet sera mené à bien le plus rapidement possible.
Sa charge de Grand-Prévôt Général prend fin avec la suppression du poste le 30 août 1866.

### Carrière militaire
Le 21 avril 1864, il est nommé général de brigade, général de division le 13 mars 1865 pour Bons et loyaux services.
Il est aide de camp du général, avec le grade de colonel, des divisions du Pacifique (1866-69), du Sud (1869-71), du Missouri (1871-73) et de l'Atlantique, de 1873 au 1er juin 1881, jour où il prend sa retraite du service actif à sa demande.
Il se tourne alors vers l'écriture.

### Principaux ouvrages
- Rapport final des opérations du Bureau du Grand prévôt général de 1863 à 1866. Publié comme document du Congrès (2 pièces, Washington, 1866).
- Esquisse du Département de l'aide de camp du général de l'armée américaine, de 1775 à 1875 (New York, 1875)
- L'histoire et les effets juridiques des Brevets dans les armées de Grande-Bretagne et les États-Unis, de leur origine, en 1692, à l'heure actuelle (1877)
- Sacrifices de l'Armée, illustration de la vie militaire sur la frontière (1879)
- McDowell et Tyler lors de la campagne de Bull Run (1884)
- Opérations de l'armée sous Buell (1884)
- New York et la conscription de 1863 (1885)